# 藤間藤子
藤間 藤子（ふじま ふじこ、1907年（明治40年）10月31日 - 1998年（平成10年）10月14日）は、日本舞踊家、重要無形文化財保持者（人間国宝）、日本芸術院会員。東京生まれ。本名・田中 君代（たなか きみよ）。

## 経歴
- 1914年　藤間勘八の養女になる。
- 1926年　三代目藤間勘右衛門（七代目松本幸四郎）から名取を許され藤間藤子を名乗る。
- 1929年　紫紅会を結成。現在も孫の蘭黄が主催している。

舞踊のほか歌舞伎の振付・演出も行なった。
- 1992年　NHK古典芸能鑑賞会で、武原はん、吾妻徳穂と初めて荻江節『松竹梅』で共演する。
- 1998年　死去。

## 振付
戦後、六代目中村歌右衛門が踊った、常磐津『積恋雪関扉』（関の扉）と『忍夜恋曲者』（将門）は彼女の振付で上演されている。この二つの作品は、現在も彼女の振付で上演されている。

## 代表作
- 常磐津　景清
- 清元　　山帰り
- 長唄　　賤機帯
- 長唄　　伊勢参宮
- 長唄　　都風流
- 清元　　北州　他。

## 賞歴
- 1979年　日本芸術院賞受賞[1]
- 1985年  女性として初めて重要無形文化財「歌舞伎舞踊」の保持者に認定される。
- 1987年  芸術院会員。

## 家族
- 養女　藤間蘭景（日本舞踊家）（1930-2015）[2]
- 孫　　藤間蘭黄（日本舞踊家 蘭景長男）

## その他
二代目藤間勘右衛門（藤間勘翁）から、現在の藤間勘右衛門まで一家で藤間流（勘右衛門派）を支えている。